# Liste de divinités japonaises
Cette liste reprend les divinités issues des croyances et traditions religieuses japonaises. La majorité d'entre elles proviennent du shintoïsme, mais on en retrouve issues du bouddhisme, du confucianisme, du taoïsme et des croyances aïnoues et des îles Ryūkyū intégrées dans la mythologie et le folklore japonais.

- Haut – A
- B
- C
- D
- E
- F
- G
- H
- I
- J
- K
- L
- M
- N
- O
- P
- Q
- R
- S
- T
- U
- V
- W
- X
- Y
- Z

## A
| Nom romanisé      | Nom en japonais | Fonction principale                                   | Fonction secondaire      | Religion                 |
| ----------------- | --------------- | ----------------------------------------------------- | ------------------------ | ------------------------ |
| Aizen Myō-ō       | 愛染明王        | Myō-ō du désir                                        | Voir Dainichi Nyorai     | Bouddhisme               |
| Ajisukitakahikone | 味耜高彦根      | Dieu de la foudre, de l'agriculture et des serpents   | Gardien du clan Kamo     | Shintoïsme               |
| Amamikyu          | 阿摩美久        | Déesse créatrice des îles Ryūkyū                      |                          | Religion des îles Ryūkyū |
| Amaterasu         | 天照            | Déesse du Soleil                                      |                          | Shintoïsme               |
| Amatsumara        | 天津麻羅        | Dieu du travail du métal et des forgerons             |                          | Shintoïsme               |
| Amatsumikaboshi   | 天津甕星        |                                                       | Voir Myōken              | Shintoïsme               |
| Ame-no-Hohi       | 天菩比          |                                                       |                          | Shintoïsme               |
| Ame-no-Koyane     | 天児屋          | Divinité du Kasuga-taisha                             | Ancêtre du clan Fujiwara | Shintoïsme               |
| Ame-no-oshihomimi | 天忍穂耳        |                                                       |                          | Shintoïsme               |
| Ame-no-Uzume      | 天鈿女          | Déesse de la gaité, de la fête et de l'aurore         |                          | Shintoïsme               |
| Ame-no-Wakahiko   | 天若日子        |                                                       |                          | Shintoïsme               |
| Amida Nyorai      | 阿弥陀如来      | Régent de la Terre de la Parfaite Béatitude Sukhavati | Gochi Nyorai             | Bouddhisme               |
| Ashuku Nyorai     | 阿閦如来        | Régent de la Terre de la Joie Abhirati                | Gochi Nyorai             | Bouddhisme               |
| Apasam-kamuy      |                 |                                                       |                          | Religion aïnoue          |
| At-kor-kamuy      | アッコロカムイ  |                                                       |                          | Religion aïnoue          |
| Aynurakkur        | アイヌラックㇽ  | Ancêtre des Aïnous                                    |                          | Religion aïnoue          |
| Azumi-no-Isora    | 阿曇磯良        | Dieu des rivages                                      | Ancêtre du peuple Azumi  | Shintoïsme               |

## B
| Nom romanisé | Nom en japonais | Fonction principale | Fonction secondaire                  | Religion                |
| ------------ | --------------- | --- | ------------------------------------ | ----------------------- |
| Batō Myō-ō   | 馬頭明王        | Myō-ō | Dieu protecteur des chevaux          | Bouddhisme              |
| Benzaiten    | 弁財天          | Déesse du savoir, de l'art et de la beauté, de l'éloquence, de la musique, de la littérature, des arts et des sciences, de la vertu et de la sagesse, de la prospérité et de la longévité | Membre des Sept Divinités du Bonheur | Bouddhisme (Hindouisme) |
| Bishamonten  | 毘沙門天        | Membre des Quatre Rois célestes, dieu des guerriers, protecteur de la loi bouddhique et de la prospérité                                                                                  | Membre des Sept Divinités du Bonheur | Bouddhisme              |
| Bonten       | 梵天            | |                                      | Bouddhisme              |

## C
| Nom romanisé       | Nom en japonais | Fonction principale                     | Fonction secondaire | Religion        |
| ------------------ | --------------- | --------------------------------------- | ------------------- | --------------- |
| Chigaeshi-no-Ōkami |                 |                                         |                     | Shintoïsme      |
| Cikap-kamuy        |                 | Dieu aïnou des chouettes et de la terre |                     | Religion aïnoue |

## D
| Nom romanisé    | Nom en japonais | Fonction principale                                | Fonction secondaire                  | Religion                      |
| --------------- | --------------- | -------------------------------------------------- | ------------------------------------ | ----------------------------- |
| Daiitoku Myō-ō  | 大威徳明王      | Myō-ō                                              |                                      | Bouddhisme                    |
| Daijizaiten     |                 |                                                    |                                      | Bouddhisme                    |
| Daikokuten      | 大黒天          | Dieu de la richesse, du commerce et des échanges   | Membre des Sept Divinités du Bonheur | Syncrétisme shintō-bouddhiste |
| Dainichi Nyorai | 大日如来        | Règne sur la Terre de la Solennité secrète         | Gochi Nyorai                         | Bouddhisme                    |
| Daizuiku        | 大随求          | Boddhisatva                                        |                                      | Bouddhisme                    |
| Daruma          | 達磨            | Fondateur du bouddhisme zen sous sa forme chinoise |                                      | Bouddhisme                    |

## E
| Nom romanisé | Nom en japonais | Fonction principale                                  | Fonction secondaire                  | Religion   |
| ------------ | --------------- | ---------------------------------------------------- | ------------------------------------ | ---------- |
| Ebisu        | 恵比寿          | Dieu des pêcheurs, des marchands et de la prospérité | Membre des Sept Divinités du Bonheur | Shintoïsme |
| Enma-ō       | 閻魔王          | Roi de l'Enfer                                       |                                      | Bouddhisme |

## F
| Nom romanisé    | Nom en japonais | Fonction principale                                                   | Fonction secondaire                                | Religion   |
| --------------- | --------------- | --------------------------------------------------------------------- | -------------------------------------------------- | ---------- |
| Fudō Myō-ō      | 不動明王        | Myō-ō du feu et de la colère                                          | Voir Ashuku Nyorai                                 | Bouddhisme |
| Fugen           | 普賢            | Bodhisattva                                                           |                                                    | Bouddhisme |
| Fūjin           | 風神            | Dieu du vent                                                          |                                                    | Shintoïsme |
| Fukūjōju Nyorai | 不空成就如来    |                                                                       | Gochi Nyorai                                       | Bouddhisme |
| Fukurokuju      | 福禄寿          | Dieu de la richesse, de la longévité, de la virilité et de la sagesse | Membre des Sept Divinités du Bonheur               | Taoïsme    |
| Futodama        | 布刀玉命        | Dieu des rituels                                                      | Ancêtre du clan Inbe                               | Shintoïsme |
| Futsunushi      | 経津主          | Dieu des épées                                                        | Gardien du clan Fujiwara, ancêtre du clan Mononobe | Shintoïsme |

## G
| Nom romanisé | Nom en japonais | Fonction principale | Fonction secondaire | Religion   |
| ------------ | --------------- | ------------------- | ------------------- | ---------- |
| Gigeiten     |                 |                     |                     | Bouddhisme |

## H
| Nom romanisé     | Nom en japonais       | Fonction principale                                           | Fonction secondaire                  | Religion                               |
| ---------------- | --------------------- | ------------------------------------------------------------- | ------------------------------------ | -------------------------------------- |
| Hachiman         | 八幡神                | Dieu tutélaire des guerriers, de l'agriculture et de la pèche | Gardien du clan Minamoto             | Syncrétisme shintō-bouddhiste          |
| Harayamatsumi    | 原山津見              |                                                               |                                      | Shintoïsme                             |
| Hasinaw-uk-kamuy | ハシナウ・ウｸ・カムイ | Déesse aïnoue de la chasse                                    |                                      | Religion aïnoue                        |
| Hayamatsumi      | 羽山津見神            |                                                               |                                      | Shintoïsme                             |
| Hōshō Nyorai     | 宝生如来              |                                                               | Gochi Nyorai                         | Bouddhisme                             |
| Hotei            | 布袋                  | Dieu de la générosité, la fortune et l'abondance              | Membre des Sept Divinités du Bonheur | Syncrétisme shintō-bouddhiste, taoïsme |

## I
| Nom romanisé  | Nom en japonais | Fonction principale                                                  | Fonction secondaire                                                     | Religion                      |
| ------------- | --------------- | -------------------------------------------------------------------- | ----------------------------------------------------------------------- | ----------------------------- |
| Idaten        | 韋馱天          | Gardien des monastères et des moines bouddhistes                     |                                                                         | Bouddhisme                    |
| Inari         | 稲荷神          | Dieu des céréales, des fonderies et du commerce, gardien des maisons | Divinité de la montagne, des prostituées, des pompiers, de la fertilité | Syncrétisme shintō-bouddhiste |
| Isetsuhiko    | 伊勢都彦        | Dieu du vent                                                         |                                                                         | Shintoïsme                    |
| Ishanaten     | 伊舎那天        |                                                                      |                                                                         | Bouddhisme                    |
| Ishikori-dome | 石凝姥          | Dieu des miroirs et des forgerons                                    |                                                                         | Shintoïsme                    |
| Izanagi       | 伊邪那岐        | Créateur du monde et du Japon                                        |                                                                         | Shintoïsme                    |
| Izanami       | 伊邪那美        | Créatrice du monde et du Japon                                       | Déesse de la mort                                                       | Shintoïsme                    |
| Iwainushi     | 斎主            |                                                                      |                                                                         | Shintoïsme                    |

## J
| Nom romanisé | Nom en japonais | Fonction principale                                                                        | Fonction secondaire                  | Religion   |
| ------------ | --------------- | ------------------------------------------------------------------------------------------ | ------------------------------------ | ---------- |
| Jikokuten    | 持国天          | Membre des Quatre Rois célestes                                                            |                                      | Bouddhisme |
| Jiten        | 地天            |                                                                                            |                                      | Bouddhisme |
| Jizō         | 地蔵            | Bodhisattva chargé de sauver les êtres de la souffrance en attendant l’avènement de Miroku | Protecteur des enfants mort-nés      | Bouddhisme |
| Jurōjin      | 寿老人          | Dieu de la longévité                                                                       | Membre des Sept Divinités du Bonheur | Taoïsme    |

## K
| Nom romanisé       | Nom en japonais  | Fonction principale                                      | Fonction secondaire                                        | Religion                      |
| ------------------ | ---------------- | -------------------------------------------------------- | ---------------------------------------------------------- | ----------------------------- |
| Kamuy-huci         | カムイフチ       | Déesse aïnoue de la Terre                                |                                                            | Religion aïnoue               |
| Kandakoro-kamuy    | カンダコロカムイ |                                                          |                                                            | Religion aïnoue               |
| Kangiten           | 歓喜天           | Dieu de la béatitude                                     |                                                            | Bouddhisme (Hindouisme)       |
| Kannon             | 観音             | Déesse de la miséricorde                                 | Bodhisattva de la Terre de la Parfaite Béatitude Sukhavati | Bouddhisme                    |
| Kagutsuchi         | 軻遇突智         | Dieu du feu                                              | Dieu tutélaire des forgerons et des céramistes             | Shintoïsme                    |
| Kenas-unarpe       | ケナㇱウナㇻペ   | Monstre buveur de sang                                   | Déesse aïnoue de la maternité                              | Religion aïnoue               |
| Kichijōten         | 吉祥天           | Déesse du bonheur, de la fertilité et de la beauté       | Considérée comme membre des Sept Divinités du Bonheur      | Bouddhisme (Hindouisme)       |
| Kim-un-kamuy       | キムンカムイ     | Dieu aïnou des ours et des montagnes                     |                                                            | Religion aïnoue               |
| Kina-sut-kamuy     | キナスッカムイ   | Dieu aïnou des serpents                                  |                                                            | Religion aïnoue               |
| Kishimojin         | 鬼子母神         | Déesse protectrice des enfants                           |                                                            | Bouddhisme                    |
| Kōjin              | 三宝荒           | Dieu du feu, de la terre et de la cuisine                |                                                            | Shintoïsme                    |
| Kokūzō             | 虚空蔵           | Bodhisattva                                              |                                                            | Bouddhisme                    |
| Kongō-Haramitsu    | 金剛波羅蜜       | Bodhisattva                                              |                                                            | Bouddhisme                    |
| Kongosatta         | 金剛薩埵         | Bodhisattva                                              |                                                            | Bouddhisme                    |
| Konohana-no-Sakuya | 木花之佐久夜     | Femme de Ninigi-no-Mikoto et arrière-grand-mère de Jinmu | Déesse du Mont Fuji                                        | Shintoïsme                    |
| Kōmokuten          | 広目天           | Membre des Quatre Rois célestes                          |                                                            | Bouddhisme                    |
| Kompira            | 金毘羅           | Dieu des navires marchands                               |                                                            | Syncrétisme shintō-bouddhiste |
| Kotoshironushi     | 事代主           | Protecteur de la Cour impériale                          |                                                            | Shintoïsme                    |
| Kuebiko            | 久延毘古         | Dieu de la connaissance et de l'agriculture              |                                                            | Shintoïsme                    |
| Kujaku Myō-ō       | 孔雀明王         | Myō-ō                                                    |                                                            | Bouddhisme                    |
| Kukurihime         | 菊理媛           |                                                          |                                                            | Shintoïsme                    |
| Kunitokotachi      | 国之常立神       | Kotoamatsukami                                           |                                                            | Shintoïsme                    |
| Kunnecup-kamuy     |                  | Dieu aïnou de la Lune                                    |                                                            | Religion aïnoue               |
| Kuraokami          | 闇龗             | Dieu de la neige et de la pluie                          |                                                            | Shintoïsme                    |
| Kurayamatsumi      | 闇山津見         |                                                          |                                                            | Shintoïsme                    |

## M
| Nom romanisé    | Nom en japonais | Fonction principale                                            | Fonction secondaire    | Religion        |
| --------------- | --------------- | -------------------------------------------------------------- | ---------------------- | --------------- |
| Masakayamatsumi | 正鹿山津見      |                                                                |                        | Shintoïsme      |
| Miroku          | 弥勒            | Boddhisatva considérée comme le successeur du Bouddha originel |                        | Bouddhisme      |
| Monju           | 文珠            | Boddhisatva                                                    |                        | Bouddhisme      |
| Marishiten      | 摩利支天        | Déesse du paradis, de la lumière et du soleil                  |                        | Bouddhisme      |
| Moreya          | 洩矢            |                                                                | Ancêtre du clan Moriya | Shintoïsme      |
| Mosirkara-kamuy |                 | Créateur de la Terre                                           |                        | Religion aïnoue |

## N
| Nom romanisé     | Nom en japonais   | Fonction principale               | Fonction secondaire      | Religion        |
| ---------------- | ----------------- | --------------------------------- | ------------------------ | --------------- |
| Nigihayahi       | 邇芸速日          | Dieu associé au Soleil            | Ancêtre du clan Mononobe | Shintoïsme      |
| Ninigi-no-Mikoto | 瓊瓊杵尊          |                                   |                          | Shintoïsme      |
| Niō              | 仁王              | Gardiens des temples bouddhistes  |                          | Bouddhisme      |
| Nusa-kor-kamuy   | ヌサ・コﾙ・カムイ | Dieu aïnou représentant les morts | Messager des kamuy       | Religion aïnoue |

## O
| Nom romanisé | Nom en japonais | Fonction principale                                                        | Fonction secondaire  | Religion   |
| ------------ | --------------- | -------------------------------------------------------------------------- | -------------------- | ---------- |
| Oda Nobunaga | 織田信長        | Daimyō                                                                     | Personnalité déifiée | Shintoïsme |
| Odoyamatsumi | 淤縢山津見      |                                                                            |                      | Shintoïsme |
| Ōkuninushi   | 大国主          | Dieu créateur de nations, de l'agriculture, des affaires et de la médecine | Dieu du mont Miwa    | Shintoïsme |
| Okuyamatsumi | 奥山津見        |                                                                            |                      | Shintoïsme |
| Omoikane     | 思金            | Dieu de l'intelligence, de la réflexion et du conseil avisé                |                      | Shintoïsme |
| Ōmononushi   | 大物主          | Dieu du mont Miwa                                                          |                      | Shintoïsme |
| Otohime      | 乙姫            | Mère de Ugayafukiaezu, grand-mère de Jinmu                                 | Dragon               | Shintoïsme |
| Ōyamakui     | 大山咋          | Dieu du mont Hiei                                                          |                      | Shintoïsme |
| Ōyamatsumi   | 大山祇          | Dieu des montagnes, des mers et de la guerre                               |                      | Shintoïsme |

## P
| Nom romanisé | Nom en japonais | Fonction principale         | Fonction secondaire | Religion        |
| ------------ | --------------- | --------------------------- | ------------------- | --------------- |
| Pauchi-kamuy |                 | Divinité aïnoue de la folie |                     | Religion aïnoue |

## R
| Nom romanisé | Nom en japonais | Fonction principale           | Fonction secondaire | Religion        |
| ------------ | --------------- | ----------------------------- | ------------------- | --------------- |
| Repun-kamuy  |                 | Dieu aïnou de la mer          |                     | Religion aïnoue |
| Ryūjin       | 龍神            | Dieu tutélaire de la mer      |                     | Shintoïsme      |
| Raijin       | 雷神            | Dieu du tonnerre et de la mer |                     | Shintoïsme      |

## S
| Nom romanisé           | Nom en japonais | Fonction principale                             | Fonction secondaire                                        | Religion                                     |
| ---------------------- | --------------- | ----------------------------------------------- | ---------------------------------------------------------- | -------------------------------------------- |
| Saruta-hiko            | 猿田彦          | Chef des Kunitsukami                            | Dieu tutélaire des arts martiaux et du misogi              | Shintoïsme                                   |
| Seidai Myojin          |                 | Dieu du sport                                   |                                                            | Shintoïsme                                   |
| Seishi                 | 勢至            |                                                 | Bodhisattva de la Terre de la Parfaite Béatitude Sukhavati | Bouddhisme                                   |
| Shaka Nyorai           | 釈迦如来        | Bouddha originel                                |                                                            | Bouddhisme                                   |
| Shigiyamatsumi         | 志藝山津見神    |                                                 |                                                            | Shintoïsme                                   |
| Shirayama-hime         | 白山比咩        | Déesse du mont Haku                             |                                                            | Shintoïsme                                   |
| Toyosatomimi (Shōtoku) | 豊聡耳          | Régent de la Cour impériale du Japon            | Personnalité déifiée                                       | Syncrétisme shintō-bouddhiste, confucianisme |
| Siramba-kamuy          |                 | Dieu aïnou du bois, des graines et des végétaux | Dieu des meubles                                           | Religion aïnoue                              |
| Suijin                 | 水神            | Dieu de l'eau                                   |                                                            | Shintoïsme                                   |
| Sukunabikona           | 少名毘古那      | Dieu de la médecine et de la pluie              | Créateur de la Terre avec Ōkuninushi                       | Shintoïsme                                   |
| Susanoo                | 素戔嗚          | Dieu de la tempête                              |                                                            | Shintoïsme                                   |

## T
| Nom romanisé                      | Nom en japonais    | Fonction principale                        | Fonction secondaire                                               | Religion                      |
| --------------------------------- | ------------------ | ------------------------------------------ | ----------------------------------------------------------------- | ----------------------------- |
| Ta-no-Kami                        | 田の神             | Dieu de la récolte du riz et des paysans   |                                                                   | Shintoïsme                    |
| Taishakuten                       | 帝釈天             |                                            |                                                                   | Bouddhisme                    |
| Tajimamori                        | 田道間守           | Dieu des confiseries                       |                                                                   | Shintoïsme                    |
| Takemikazuchi                     | 建御雷             | Dieu du tonnerre                           | Dieu épée                                                         | Shintoïsme                    |
| Takeminakata                      | 建御名方           | Dieu du vent, de l'eau et de l'agriculture | Dieu tutélaire de la chasse et de la guerre, gardien du clan Suwa | Shintoïsme                    |
| Tenjin                            | 天神               | Dieu des lettres et des études             | Dieu de la foudre                                                 | Shintoïsme                    |
| Tokapcup-kamuy                    | トカㇷ゚チュㇷ゚カムイ | Déesse aïnoue du Soleil                    |                                                                   | Religion aïnoue               |
| Tōshō Daigongen (Tokugawa Ieyasu) | 東照大権現         | Shogun du Japon                            | Personnalité déifiée                                              | Syncrétisme shintō-bouddhiste |
| Toyamatsumi                       | 戸山津見           |                                            |                                                                   | Shintoïsme                    |
| Toyotomi Hideyoshi                | 豊臣秀吉           | Daimyō du Japon                            | Personnalité déifiée                                              | Shintoïsme                    |
| Toyouke                           | 豊受               | Déesse de la nourriture                    |                                                                   | Shintoïsme                    |
| Tsukuyomi                         | 月読               | Divinité de la Lune et de la Nuit          |                                                                   | Shintoïsme                    |

## U
| Nom romanisé  | Nom en japonais | Fonction principale                           | Fonction secondaire      | Religion                      |
| ------------- | --------------- | --------------------------------------------- | ------------------------ | ----------------------------- |
| Ugajin        | 宇賀神          | Divinité des moissons et de la fertilité      | Voir Benzaiten           | Syncrétisme shintō-bouddhiste |
| Ukanomitama   | 宇迦之御魂      | Divinité de la nourriture et de l'agriculture |                          | Shintoïsme                    |
| Uke Mochi     | 保食            | Déesse de la nourriture                       |                          | Shintoïsme                    |
| Ususama Myō-ō | 烏枢沙摩明王    | Myō-ō de destruction des souillures           | Protecteur des toilettes | Bouddhisme                    |

## W
| Nom romanisé   | Nom en japonais | Fonction principale            | Fonction secondaire | Religion        |
| -------------- | --------------- | ------------------------------ | ------------------- | --------------- |
| Waka-ush-kamuy |                 | Déesse aïnoue de l'eau fraîche |                     | Religion aïnoue |

## Y
| Nom romanisé   | Nom en japonais | Fonction principale            | Fonction secondaire                            | Religion        |
| -------------- | --------------- | ------------------------------ | ---------------------------------------------- | --------------- |
| Yamatohime     | 倭比売          | Fondatrice du Sanctuaire d'Ise |                                                | Shintoïsme      |
| Yakushi Nyorai | 薬師如来        | Bouddha de la médecine         | Régent de la Terre d'Émeraude Vaidūryanirbhāsa | Bouddhisme      |
| Yushkep-kamuy  |                 | Déesse aïnoue des araignées    | Déesse tutélaire des shamans                   | Religion aïnoue |

## Z
| Nom romanisé | Nom en japonais | Fonction principale             | Fonction secondaire | Religion   |
| ------------ | --------------- | ------------------------------- | ------------------- | ---------- |
| Zōjō-ten     | 増長天          | Membre des Quatre Rois célestes |                     | Bouddhisme |